# Giustizia spietata
Giustizia spietata (Hard Justice) è un film direct-to-video del 1995 diretto da Greg Yaitanes, al suo esordio alla regia di un lungometraggio. È stato trasmesso in TV in Italia anche col titolo Giustizia d'acciaio.

## Trama
Un poliziotto esperto di arti marziali si infiltra in una prigione malfamata per risolvere il caso della morte del suo partner. Lì scopre scopre che il direttore del carcere e le guardie sono coinvolti in ogni tipo di attività illecite e finisce preso di mira da un criminale asiatico che aveva fatto arrestare anni prima.

## Produzione
Il budget del film è stato di circa 2 milioni di dollari. La sceneggiatura è stata scritta da Nicholas Amendolare in maniera improvvisata nell'arco di due giorni dopo che il copione originale sottopostogli dalla Nu Image, intitolato Electric Warrior e sul tema dei videogiochi, era stato giudicato da quest'ultimo come "inadatto". A causa della propria relativa inesperienza e del basso budget, l'esordiente Yaitanes si è trovato in difficoltà sul set, venendo spesso sostituto dietro alla macchina da presa da Amendolare, il regista di seconda unità Mike Sarna e il produttore Boaz Davidson.